# روجر كونيل
روجر كونيل (بالإنجليزية: Roger Connell)‏ (8 سبتمبر 1946 في المملكة المتحدة - ) هو لاعب كرة قدم بريطاني في مركز الهجوم. لعب مع نادي ويمبلدون ووالتون وهرشام ‏.